# Батуринский, Александр
Алекса́ндр Батури́нский (латыш. Aleksandrs Baturinskis; 15 декабря 1991, Вентспилс) — латвийский футболист, защитник клуба «Тевтония Юльцен».

## Карьера
Свою футбольную карьеру Александр Батуринский начал в местном клубе «Транзит», с которым в 2008 году он занял 2-е место в Первой лиге Латвии. А в 2009 году Александр Батуринский в рядах «Транзита» дебютировал в Высшей лиге Латвии.
В августе 2009 года состав «Вентспилса» пополнился четырьмя игроками фарм-клуба «Транзит», в числе которых также был Александр Батуринский. В этом сезоне он с клубом завоевал серебряные награды чемпионата Латвии.
В 2010 году Александр Батуринский вернулся в «Транзит», в составе которого он отыграл весь сезон. Перед сезоном 2011 года «Транзит» был реорганизован в «Вентспилс-2».
Летом 2011 года Александр Батуринский перешёл в ряды клуба «Елгава», где он стал стабильным игроком основы.
В июле 2012 года Александр Батуринский присоединился к рижской «Даугаве», но из-за микротравмы, полученной ещё играя в «Елгаве», дебютировал за клуб он лишь через месяц.

## Достижения
- Обладатель Кубка Латвии: 2014